# Atlético Universidad
Club Atlético Universidad Nacional – peruwiański klub piłkarski z siedzibą w mieście Arequipa, stolicy regionu Arequipa.

## Osiągnięcia
- Copa Perú: 2002

## Historia
Klub założony został 24 lutego 1964 roku i gra obecnie w lidze regionalnej.
W 1995 roku oddany został do użytku mogący pomieścić 45 tys. widzów stadion Estadio Universidad Nacional San Agustín.